# Kenny Hibbitt
Kenny Hibbitt (Bradford, 3 gennaio 1951) è un ex calciatore inglese, di ruolo centrocampista.

## Biografia
Anche suo fratello maggiore Terry è stato un calciatore professionista, che ha giocato per anni nella prima divisione inglese.

## Carriera

### Giocatore

#### Club
Nella stagione 1967-1968 gioca nelle serie minori inglesi con il Bradford PA, con cui inizia anche la stagione 1968-1969, salvo poi essere ceduto nel novembre del 1968 al Wolverhampton, club di prima divisione. Rimane nel club fino al 1982 (quando passa in prestito ai Seattle Sounders nella NASL, in cui segna 4 gol in 14 partite) e poi nuovamente dal 1982 al 1984: nell'arco di questi anni vince una Texaco Cup e per due volte la Coppa di Lega inglese (segnando anche nella finale di quella 1973-1974), e gioca (perdendola) la finale di Coppa UEFA 1971-1972, contro il Tottenham; ad eccezione della stagione 1976-1977 e della stagione 1982-1983 (giocate in Second Division e concluse entrambe con la promozione in massima serie) gioca sempre in prima divisione, totalizzando 466 presenze ed 89 gol in campionato con la maglia dei Wolves, con cui, includendo anche tutte le coppe, ha giocato 544 partite e segnato 114 gol, risultando essere il secondo giocatore per numero di presenze in partite ufficiali con la maglia del club, oltre che il suo nono miglior marcatore di sempre.
Dal 1984 al 1986 gioca 47 partite e segna 4 gol nella prima divisione inglese con la maglia del Coventry City, mentre dal 1986 al 1989 gioca nei Bristol Rovers, con cui gioca 53 partite e segna 5 gol in terza divisione nell'arco di tre stagioni.

#### Nazionale
Il 2 dicembre 1970 ha giocato una partita con la nazionale inglese Under-23, subentrando dalla panchina nell'incontro amichevole pareggiato per 0-0 a Wrexham contro i pari età del Galles.

### Allenatore
Nella stagione 1989-1990 lavora come vice ai Bristol Rovers, con cui vince la terza divisione inglese.
Dal 1990 al 1994 ha allenato il Walsall, nella terza divisione inglese; nel 1996 e nel 1998 ha avuto due brevi esperienze sulla panchina del Cardiff City, mentre in seguito dal 2001 al 2003 ha allenato i semiprofessionisti dell'Hednesford Town.

## Palmarès

### Giocatore

#### Competizioni nazionali
- Coppa di Lega inglese: 2

Wolverhampton: 1973-1974, 1979-1980
- Second Division: 1

Wolverhampton: 1976-1977

#### Competizioni internazionali
- Texaco Cup: 1

Wolverhamtpn: 1970-1971